# Estación de Loja
Loja es una estación ferroviaria situada en el municipio español homónimo, en la provincia de Granada, comunidad autónoma de Andalucía. Tiene servicios de Alta Velocidad operados por Renfe.
Actualmente es la única parada de viajeros de la localidad (reabierta el 26 de junio de 2019), ya que la estación de Loja-San Francisco, situada en el centro de la población y a 2 km en dirección a Antequera, se cerró en abril de 2015.

## Situación ferroviaria
Se encuentra en el punto kilométrico 61,7 de la LAV Antequera Santa Ana - Granada y también en el punto kilométrico 70,4 de la línea férrea de ancho ibérico Fuente de Piedra - Granada.

## Historia
El ferrocarril llegó a Loja el 10 de diciembre de 1866 con el tramo Granada-Loja de la línea que pretendía unir la primera con Bobadilla, con una primera estación en la misma ubicación que ocupa actualmente la estación de alta velocidad. Las obras corrieron a cargo de la Compañía del Ferrocarril de Córdoba a Málaga que no logró completar el recorrido de la línea en su totalidad hasta 1874 debido a la complicada orografía por la cual discurría el trazado. En 1877, la línea pasó a manos de la Compañía de los Ferrocarriles Andaluces. Dicha empresa gestionó la estación hasta la nacionalización del ferrocarril en España en 1941 y la creación de RENFE. La existencia del apeadero de Loja-San Francisco, situada al centro de Loja, dejó esta estación progresivamente sin servicio de viajeros. Desde el 31 de diciembre de 2004 Adif fue la titular de las instalaciones.
El 29 de abril de 2017 Adif demolió el edificio de la antigua estación sin previo aviso, tras siglo y medio de historia.
La nueva estación de alta velocidad se abrió al tráfico el 26 de junio de 2019 con la apertura de la LAV Antequera Santa Ana - Granada, con nuevo edificio y nuevas vías en la estación.

## La estación
El horario de la estación es de 06.15 a 22.00 hrs.

## Servicios ferroviarios

### Alta Velocidad
Renfe Operadora presta dos servicios de Alta Velocidad que unen Madrid con Granada: Dirección Madrid por la mañana y vuelta por la tarde.
| Trenes | Origen/Destino          |  | Destino/Origen |
| ------ | ----------------------- |  | -------------- |
| AVE    | Madrid Puerta de Atocha |  | Granada        |

### Media Distancia
Renfe Operadora presta desde el 16 de febrero de 2020 cuatro servicios Avant de Media Distancia por sentido que hacen el recorrido Sevilla-Córdoba-Antequera-Granada.